# Henry Burghersh
Henry Burghersh (1292 - 4 de diciembre de 1340) fue un obispo y canciller inglés. Era hijo de Robert de Burghersh, y sobrino de Bartholomew Badlesmere. Fue educado en Francia.
El 27 de mayo de 1320, y gracias a la influencia de Badlesmere, el papa Juan XXII lo nombró Obispo de Lincoln, a pesar del hecho de que ya se había realizado una elección para elegir a un obispo, cargo que tomó el 20 de julio de 1320.
Luego de la ejecución de Badlesmere en 1322, las tierras de Burghersh fueron reducidas por Eduardo II de Inglaterra; en 1326, sin embargo, sus posesiones fueron restauradas, cosa que no impidió que Burghersh se uniera a la reina Isabel y formara parte del plan que terminaría con la muerte del rey.
Gozando del favor del nuevo rey, Eduardo III, el obispo fue nombrado tesorero real desde 1327 hasta 1328 y posteriormente se convirtió en canciller de Inglaterra en 1328, pero falló en asegurar el arzobispado de Canterbury, y fue posteriormente derrocado de su puesto y aprisionado en 1330, cuando Isabel perdió su poder. Fue liberado de nuevo poco después, mediante el uso de sus influencias.
Murió en Gante el 4 de diciembre de 1340.